# Hightown (Merseyside)
Pour les articles homonymes, voir Hightown.
Hightown est une paroisse civile et un village du Merseyside, en Angleterre.